# 11 î.Hr.

## Nașteri
- decembrie: Pilat din Pont guvernator al Iudeei (d. ?)